# 蒂莫尼姆 (馬里蘭州)
蒂莫尼姆（英語：Timonium）是位於美國馬里蘭州巴爾的摩縣的一個普查規定居民點。

## 人口
根據2020年美國人口普查的數據，蒂莫尼姆的面積為16.95平方千米，當中陸地面積為14.82平方千米，而水域面積為2.13平方千米。當地共有人口10458人，而人口密度為每平方千米616.99人。